# Anaxyrus punctatus
Anaxyrus punctatus är ett groddjur som beskrevs 1852 av Spencer Fullerton Baird och Charles Frédéric Girard och som förekommer i västra USA. Arten ingår i släktet Anaxyrus och familjen paddor. IUCN kategoriserar arten globalt som livskraftig och populationen är stabil. Inga underarter finns listade i Catalogue of Life.

## Utseende och anatomi
Arten är en tämligen liten padda med en kroppslängd mellan 3,7 och 7,5 cm. Huden, som är försedd med röda till brandgula vårtor, är olivgrön, rödbrun eller ljusgrå på ovansidan, och vit till beige på undersidan, som ibland kan ha svaga, mörka fläckar. Kroppen, inklusive huvud är tillplattad, med spetsig nos, ögon med horisontell pupill, samt runda parotidkörtlar. Hanen känns igen på sin mörka strupe. De unga paddorna påminner om de vuxna djuren, men har tydligare fläckar och gula fotsulor.
Paddynglet är först svart med bronsfärgade fläckar på buken, men övergår som äldre till att bli svart med svagt, ljusspräckligt mönster. Albinistiska former förekommer.

## Utbredning
Utbredningsområdet omfattar västra USA, från Kalifornien, Nevada centrala Utah, Colorado och sydvästra Kansas via Arizona, New Mexico och västra Texas i USA till södra Baja California och Querétaro Arteaga i centrala Mexiko.

## Ekologi
De vuxna paddorna förekommer framför allt vid vattendrag med klippbotten i för övrigt torra områden, som gräsmarker, torra skogar och öknar. Vid inaktivitet gömmer den sig under stenar, i klippskrevor eller i underjordiska utrymmen. De lever på olika ryggradslösa djur. Arten kan gå upp i bergen till nästan 2 000 m.
Livslängden är troligtvis inte mer än 6 år.

### Fortplantning
Fortplantningen sker i grunt, stillastående eller långsamrinnande vatten som klippiga bäckar och källor under våren, samt regnvattensamlingar i bergsökenområden under sommaren. Honan lägger i medeltal 1 500 ägg. Antalet kan emellertid växla kraftigt, från 30 till 5 000. Äggen läggs enstaka och inte, som hos många andra paddor, i strängar eller band. Ynglen förvandlas efter omkring 8 veckor.